# Otariidae
Otariidés · Otaries
Famille
Sous-familles de rang inférieur
- Arctocephalinae
- Otariinae

Les Otariidés (Otariidae) sont une famille de mammifères marins de l'ordre des Carnivores dont les membres sont communément nommés otaries, et certains lions de mer.
Par rapport aux phocidés (phoques et éléphants de mer) ou aux odobénidés (les morses), ils possèdent des petites oreilles et n'ont pas totalement perdu l'usage de leurs membres postérieurs en reptation terrestre.

## Étymologie
Leur nom est emprunté au grec ὠτάριον (ōtárion), « petite oreille », mais dans les Problèmes de linguistique générale, Émile Benveniste explique qu'il s'agit de l'oreille externe, apparente chez cet animal.  La famille des Otariidés a été nommée par John Edward Gray en 1825.
L'antériorité de la classification de cette espèce revient en fait à François Péron qui a nommé l'otarie du mot grec "Otarion" qui signifie "Lobe d'oreille" à l'occasion du Voyage de découvertes aux terres australes sous le commandement du capitaine Nicolas Baudin effectué de 1800 à 1804. C'est en reprenant et en étudiant les différents textes de Georges-Louis Leclerc de Buffon que Péron va dissocier les phoques des otaries.
Le chiot est le nom donné au petit de l'otarie.

## Description
Les otaries et les lions de mer partagent leur existence entre le milieu marin et la terre ferme. Parfaitement adaptés pour la nage et la chasse en mer où ils se nourrissent, les otariidés ne vont à terre que pour se reposer, se reproduire et mettre bas. Toutes les espèces sont polygynes.
Les quatre membres sont transformés en nageoires, mais contrairement aux phoques, les otaries se servent à terre de leurs postérieurs pour marcher. En mer, elles se propulsent à l'aide des antérieurs, les postérieurs servant alors de gouvernail.
Les moustaches, plus exactement appelées vibrisses, constituent un organe sensoriel essentiel. Les vibrisses sont des poils tactiles dont l'otarie peut contrôler l'orientation et qui lui permettent de percevoir les mouvements d'eau générés par une proie, par exemple.

## Histoire évolutive
Un ancêtre daté de 12 millions d'années montre déjà une forme, bien que plus petite, proche des otaries actuelles. Vers 6 millions d'années se séparent les genres Callorhinus (otaries à fourrures septentrionales)  et Arctocephalus (otaries australes). Les espèces de lions de mer se différencient entre 2 et 3 millions d'années[réf. nécessaire] et se caractérisent entre autres choses, par un dimorphisme sexuel particulièrement important avec des mâles cinq fois plus gros que les femelles.

## Liste des espèces

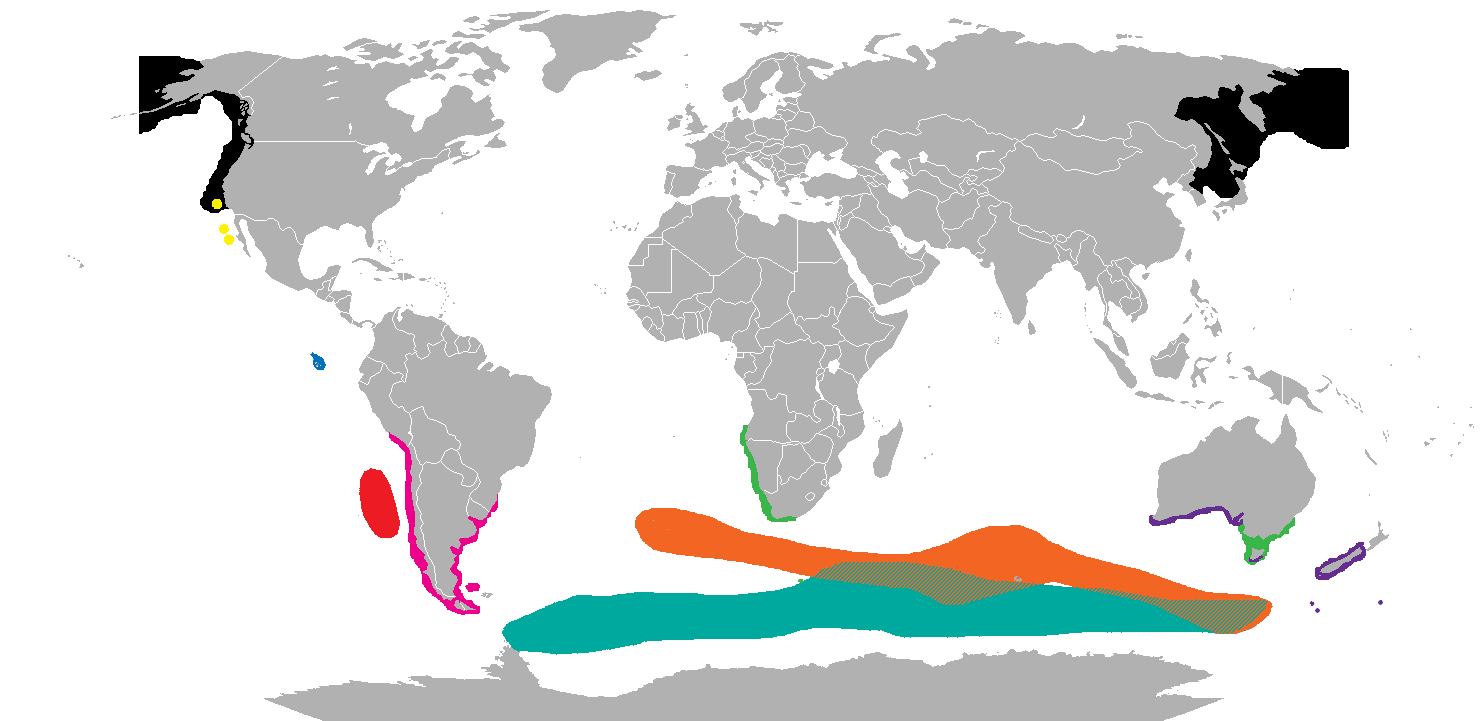
Répartition des Arctocephalinae.
Callorhinus ursinus
Arctocephalus gazella
Arctocephalus townsendi
Arctocephalus philippii
Arctocephalus galapagoensis
Arctocephalus pusillus
Arctocephalus forsteri
Arctocephalus tropicalis
Arctocephalus australis

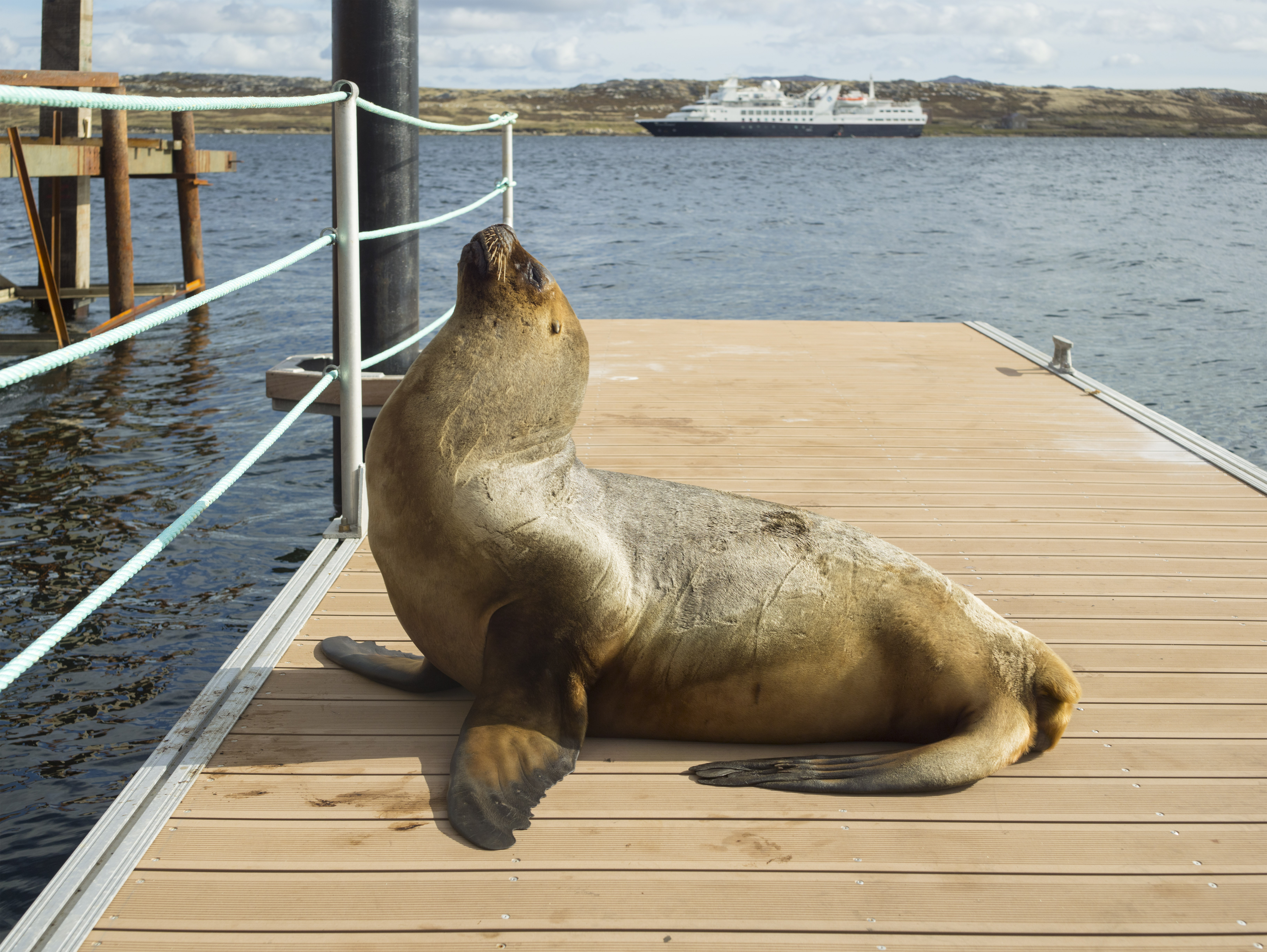
Palettes natatoires développées grâce à l'allongement des doigts et leur prolongement, au-delà de l'extrémité de la dernière phalange (munie d'une griffe très réduite), par une baguette cartilagineuse qui accroît considérablement la surface de la main.

Anciennement classée dans l'ordre des Pinnipèdes, la famille compte sept genres et seize espèces réparties en deux sous-familles.
- La sous-famille Arctocephalinae, les otaries à fourrure ou ours de mer.
  - le genre Arctocephalus E. Geoffroy Saint-Hilaire et F. Cuvier, 1826
    - Arctocephalus australis (Zimmermann, 1783) - Otarie à fourrure australe
    - Arctocephalus forsteri (Lesson, 1828) - Otarie à fourrure de Nouvelle-Zélande
    - Arctocephalus galapagoensis Heller, 1904 - Otarie des îles Galapagos
    - Arctocephalus gazella (Peters, 1875) - Otarie à fourrure antarctique
    - Arctocephalus philippii (Peters, 1866) - Otarie des îles Juan Fernandez
    - Arctocephalus pusillus (Schreber, 1775) - Otarie à fourrure d'Afrique du Sud
    - Arctocephalus townsendi Merriam, 1897 - Otarie de l'île de Guadalupe
    - Arctocephalus tropicalis (Gray, 1872) - Otarie à fourrure subantarctique

  - le genre Callorhinus Gray, 1859
    - Callorhinus ursinus (Linnaeus, 1758) - Otarie à fourrure du Nord ou ours marin
- La sous-famille Otariinae, les otaries à jarre ou lions de mer :
  - le genre Eumetopias Gill, 1866
    - Eumetopias jubatus (Schreber, 1776) - Lion de mer de Steller

  - le genre Neophoca Gray, 1866
    - Neophoca cinerea (Péron, 1816) - Lion de mer australien

  - le genre Otaria Péron, 1816
    - Otaria flavescens (Shaw, 1800) - Otarie à crinière ou lion marin

  - le genre Phocarctos Peters, 1866
    - Phocarctos hookeri (Gray, 1844) - Lion de mer de Nouvelle-Zélande

  - le genre Zalophus Gill, 1866
    - Zalophus californianus (Lesson, 1828) - Otarie de Californie
    - †Zalophus japonicus (Peters, 1866) - Otarie du Japon
    - Zalophus wollebaeki Sivertsen, 1953 - Otarie des Galápagos

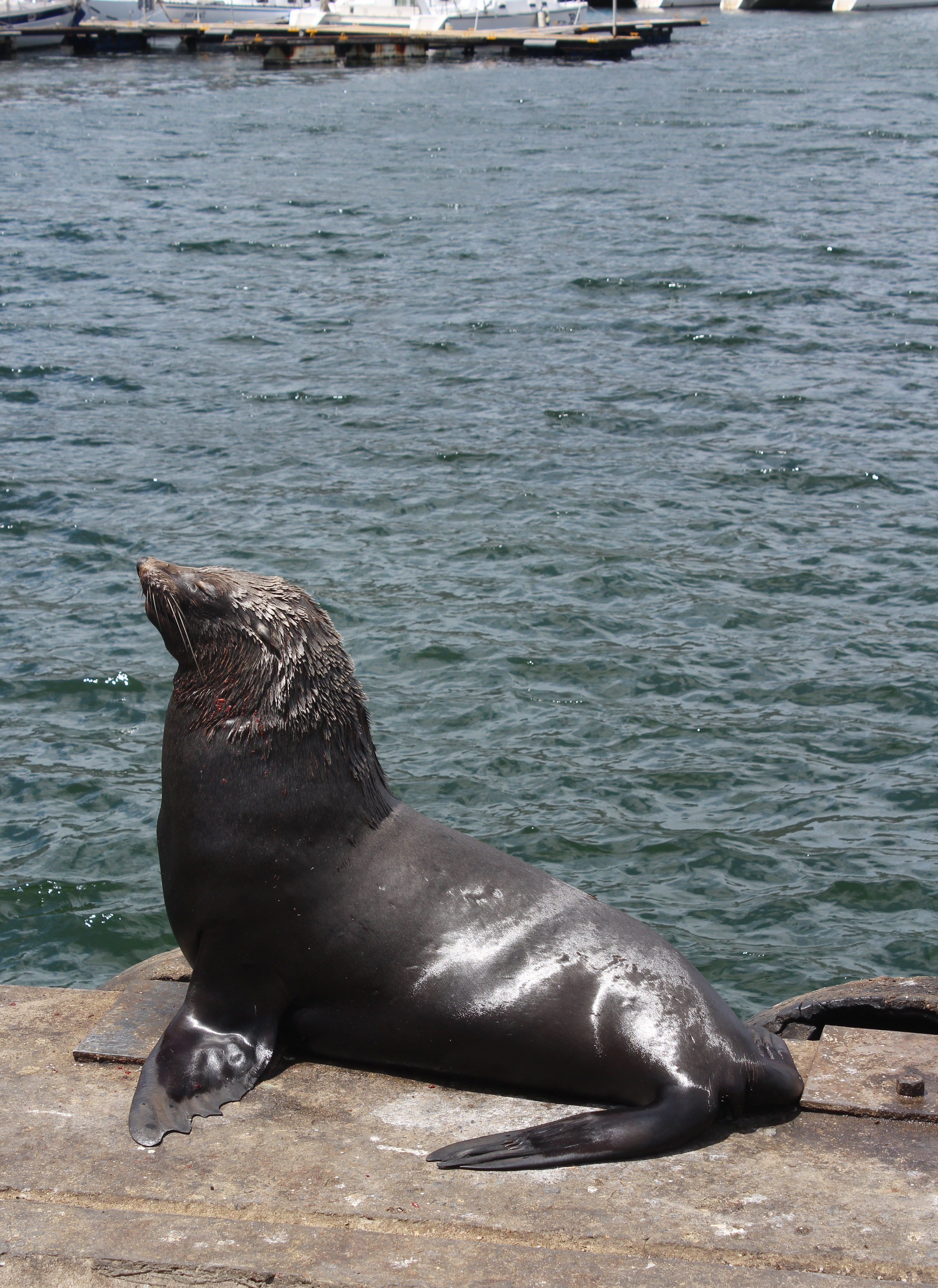
Arctocephalus pusillus
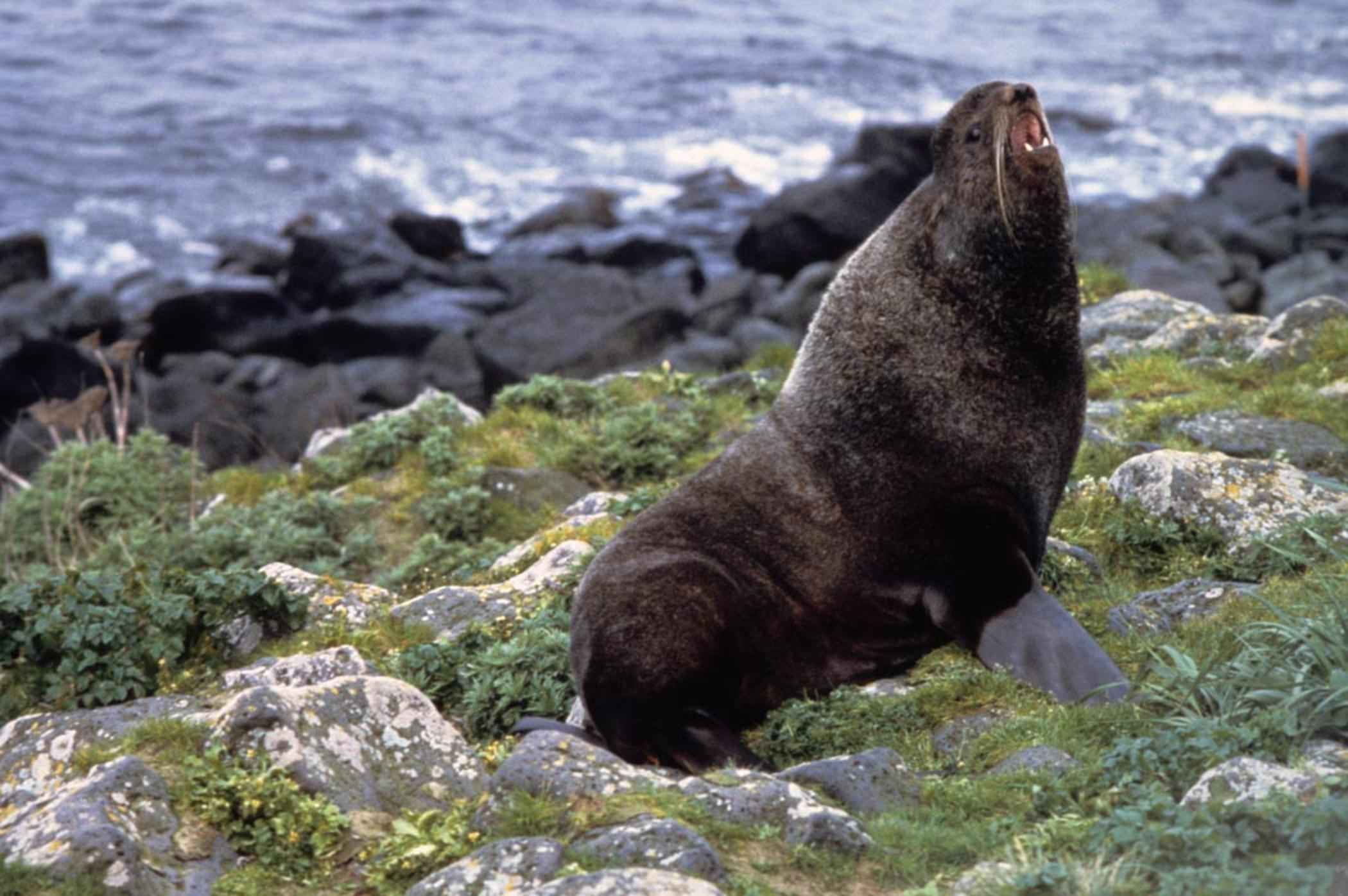
Callorhinus ursinus
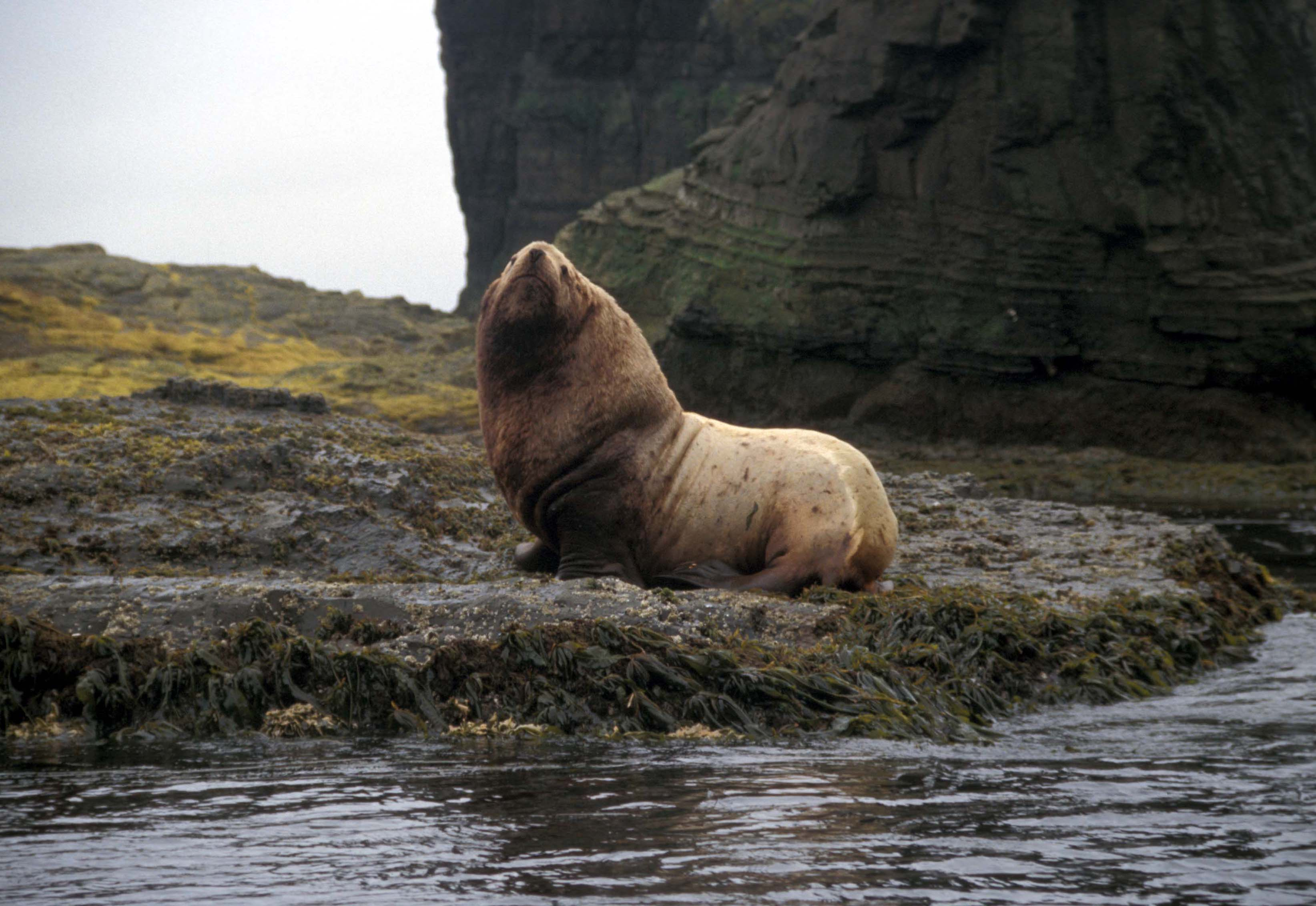
Eumetopias jubatus
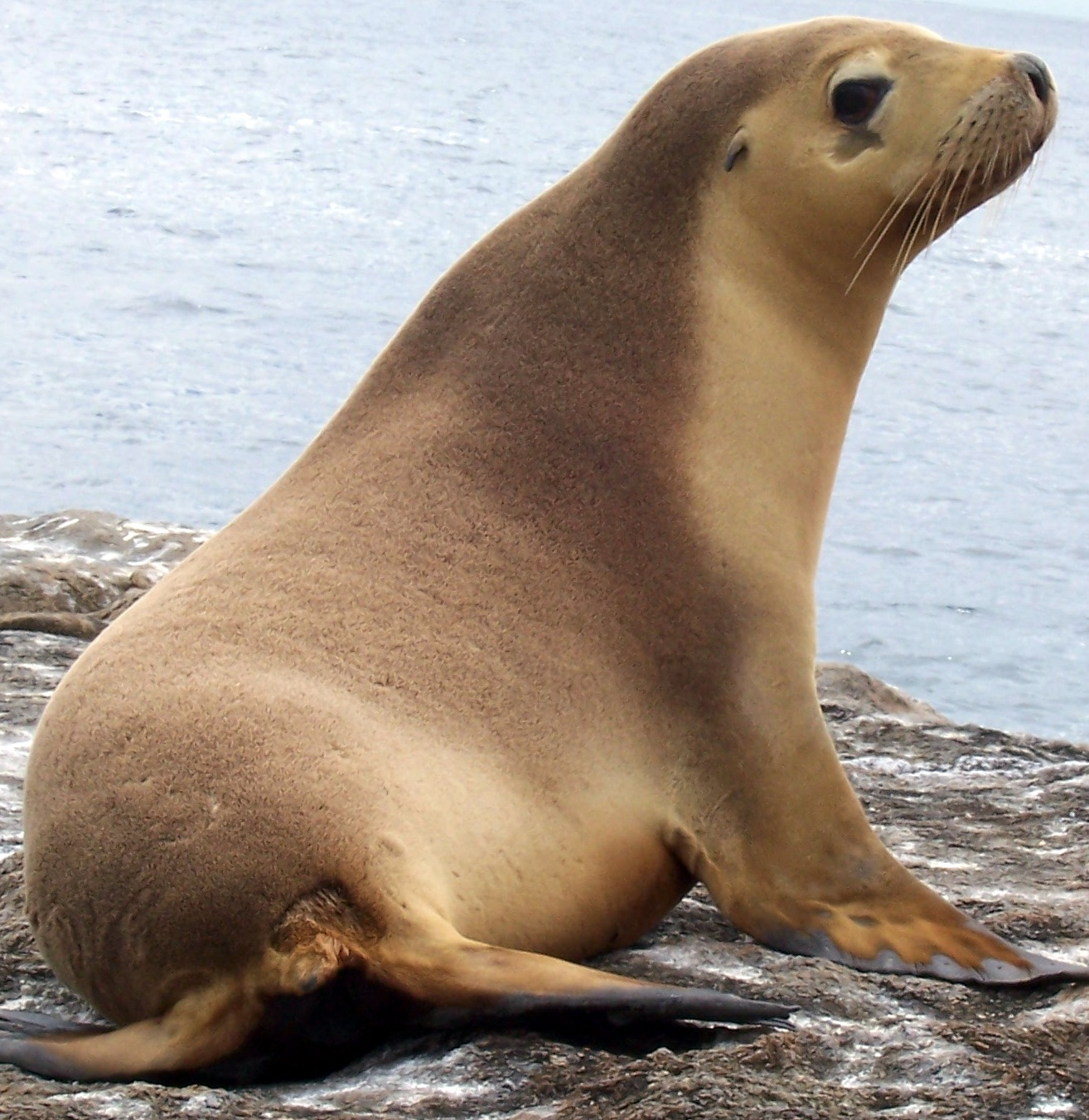
Neophoca cinerea
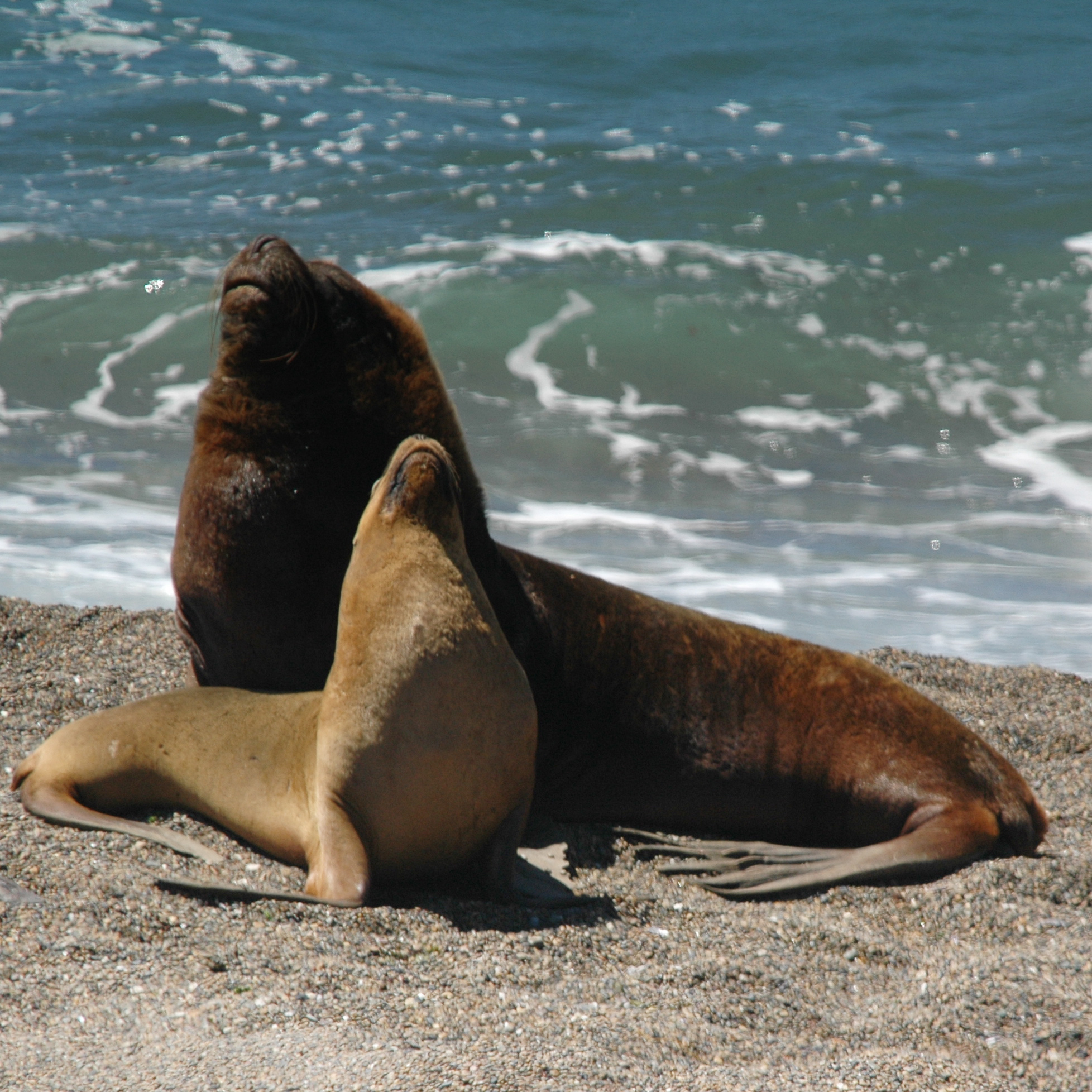
Otaria flavescens
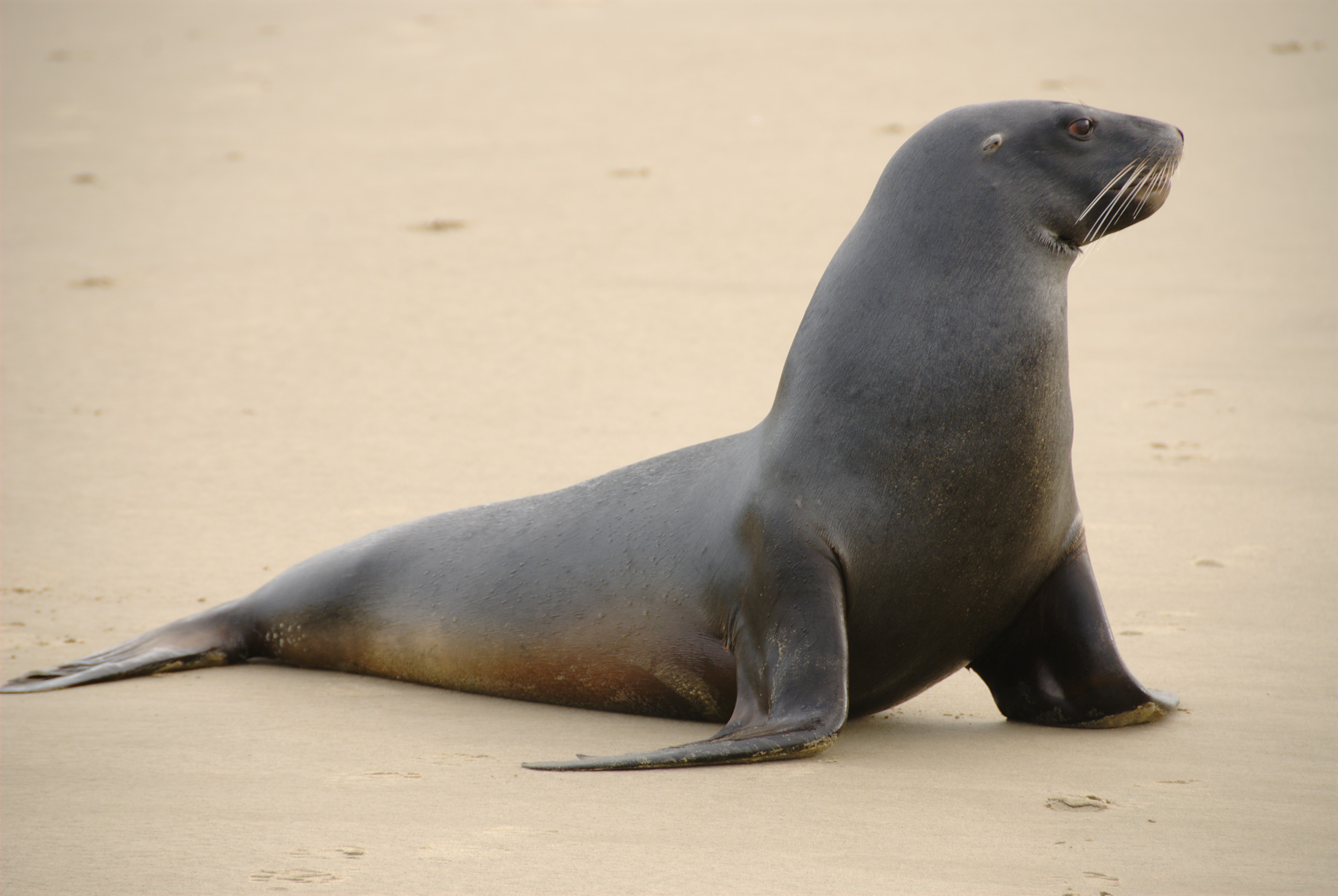
Phocarctos hookeri
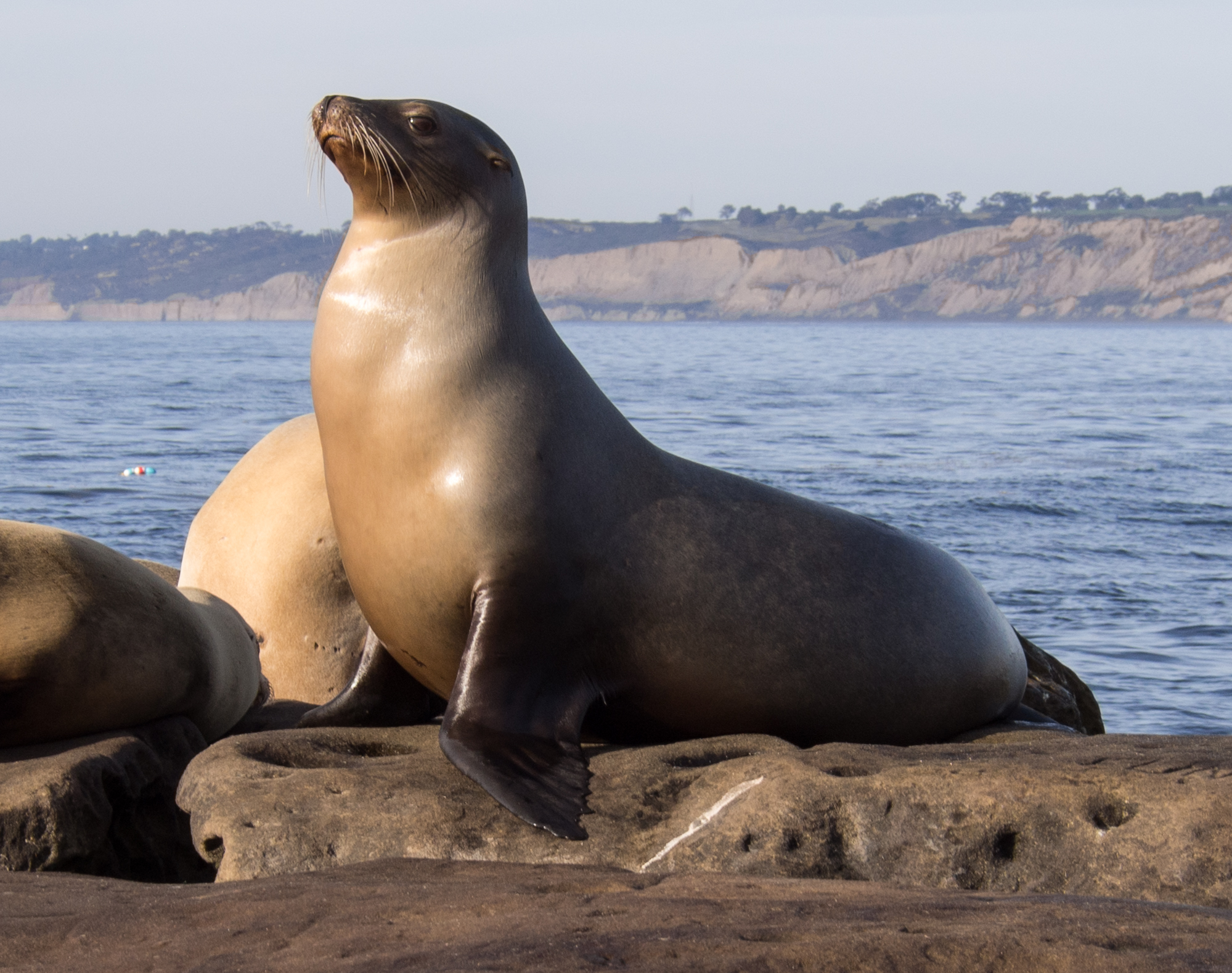
Zalophus californianus

## Les otaries et l'homme

### La chasse
Le rapport initial de l'otarie avec l'homme passa par la chasse. Nourriture très prisée, l'otarie fut massacrée dans une proportion démesurée au cours du XIXe siècle. Ce n'est qu'en 1911, et sous la pression populaire, qu’on commença à la protéger.
Aujourd'hui, toutes les otaries ne sont pas protégées de la même manière. Les lions de mer et les otaries à fourrure connaissent des fortunes diverses.
Ainsi, le lion de mer australien est considéré comme une espèce en danger qui est complètement protégée alors que l'otarie à crinière ne bénéficie que d'une préoccupation mineure pour l'Union internationale pour la conservation de la nature. Concernant les otaries à fourrure, une majorité des espèces est aujourd'hui menacée.

### Spectacle
Elles sont faciles à dresser et on les retrouve ainsi fréquemment dans le milieu du cirque et du spectacle. Certaines vivent dans des parcs zoologiques marins, la finalité est la même que pour les dauphins dans les delphinariums : les montrer au public, les étudier et les préserver.

### Utilisation militaire
Plus faciles à dresser que le dauphin[réf. souhaitée], elles sont régulièrement utilisées par les militaires pour certaines missions.